# Succos (Pyrénées-Atlantiques)
Pour les articles homonymes, voir Succos.
Succos est une ancienne commune française du département des Pyrénées-Atlantiques. Le 16 août 1841, la commune fusionne avec Amorots pour former la nouvelle commune de Amorots-Succos.

## Géographie
Succos fait partie du pays de Mixe, dans la province basque de Basse-Navarre.

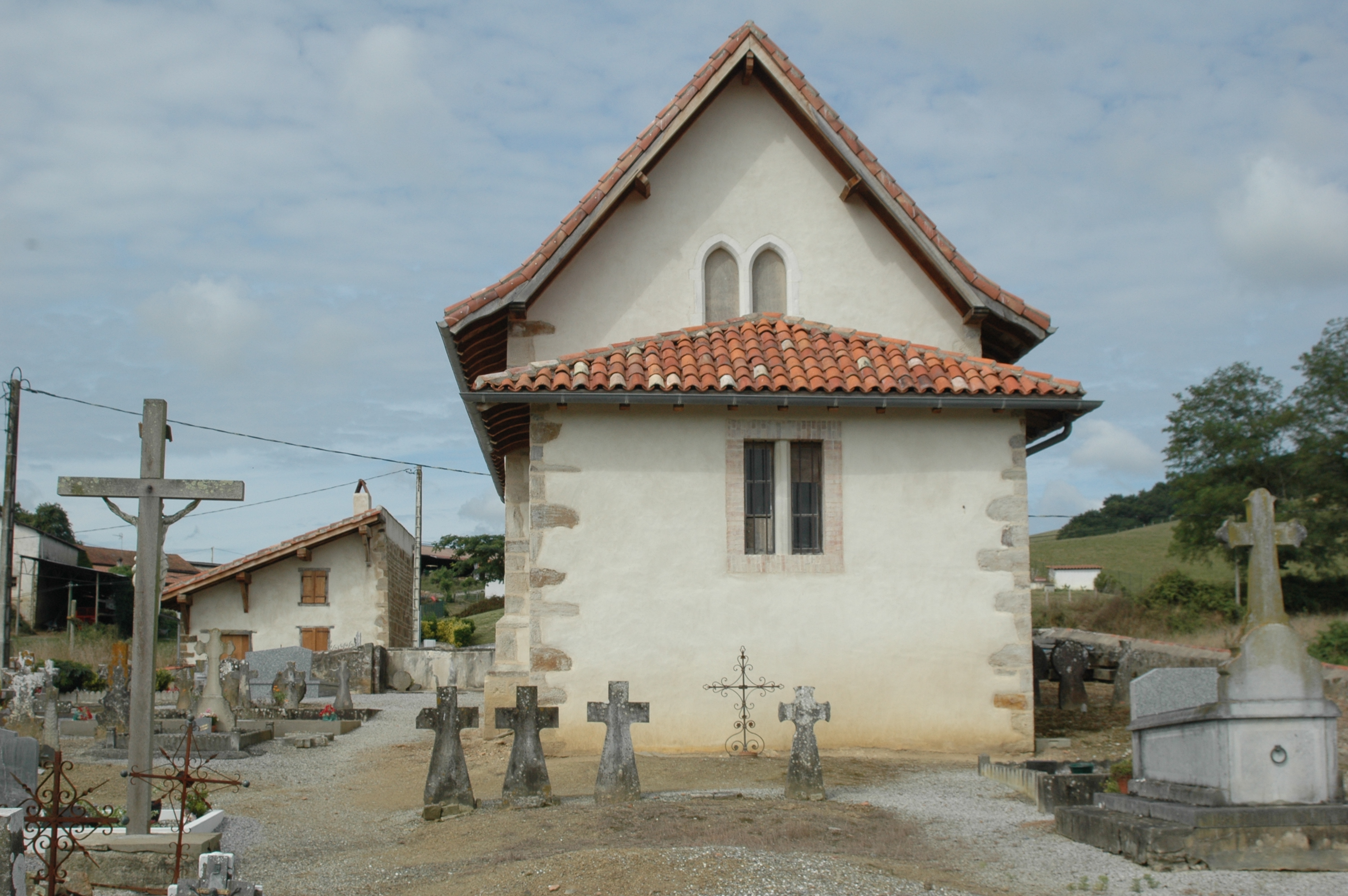
L'église de Succos, avec à droite, au fond, la benoiterie et son fronton

## Toponymie
Son nom basque est Zokotze.
Le toponyme Succos apparaît sous les formes 
Sanctus Martinus de Trussecalau (1160), 
Sucox (1268), 
Succos (1304), 
Ssucos (1350), 
Çucoz (1413) et 
Suquos (1513, titres de Pampelune).

## Démographie
En 1350, 10 feux sont signalés à Succos.
Le recensement à caractère fiscal de 1412-1413, réalisé sur ordre de Charles III de Navarre, comparé à celui de 1551 des hommes et des armes qui sont dans le présent royaume de Navarre d'en deçà les ports, révèle une démographie en forte croissance. Le premier indique la présence de 5 feux, le second de 19 (16 + 3 feu secondaire). 
Le recensement de la population de Basse-Navarre de 1695 dénombre 32 feux à Succos.
| 1793 | 1800 | 1806 | 1821 | 1831 | 1836 |
| ---- | ---- | ---- | ---- | ---- | ---- |
| 129  | 118  | 126  | 125  | 133  | 144  |

## Culture et patrimoine

### Patrimoine religieux
L'église de Succos, et plus particulièrement sa benoiterie avec son mur servant de fronton, est inscrite aux monuments historiques ;
|  |  |

## Pour approfondir